# Таварис, Тиагу
Тиа́гу ди Ме́ллу Тава́рис (порт.-браз. Thiago de Mello Tavares; 8 ноября 1984, Флорианополис) — бразильский боец смешанного стиля, представитель лёгкой и полулёгкой весовых категорий. Выступает на профессиональном уровне начиная с 2003 года, известен по участию в турнирах бойцовской организации UFC.

## Биография
Тиагу Таварис родился 8 ноября 1984 года в городе Флорианополисе штата Санта-Катарина. Практиковал бразильское джиу-джитсу, добился в этой дисциплине чёрного пояса и получил третий дан.
Дебютировал в смешанных единоборствах на профессиональном уровне в ноябре 2003 года, своего первого соперника победил с помощью удушающего приёма «треугольник» во втором раунде. Дрался в лёгкой весовой категории на турнирах в США, Бразилии, Англии, Нидерландах. Одно из наиболее значимых достижений в этот период — победа «гильотиной» над немцем Даниэлем Вайхелем.
Имея в послужном списке десять побед и не потерпев при этом ни одного поражения, в 2006 году Таварис привлёк к себе внимание крупнейшей бойцовской организации мира Ultimate Fighting Championship и дебютировал здесь, победив единогласным решением судей такого же новичка Наоюки Котани. Закрепил успех, заставив сдаться Джейсона Блэка, но затем проиграл единогласным решением Тайсону Гриффину — их бой был признан лучшим боем вечера.
В дальнейшем выступал в UFC с попеременным успехом, чередуя победы с поражениями. Так, единогласным решением он выиграл у японца Митихиро Омигавы, но в следующих боях проиграл американцам Мэтту Уимену и Курту Пеллегрино. Хотя он и проиграл эти два боя, оба они признавались лучшими боями вечера. В январе 2009 года встретился с финалистом реалити-шоу The Ultimate Fighter Манвелом Гумбаряном и выиграл у него единогласным судейским решением. Его поединок против Ника Ленца закончился ничьей, признанной большинством судей, при этом в третьем раунде с Тавариса сняли одно очко за повторное нанесение запрещённого удара ногой в пах. В 2010 году несколько его поединков сорвалось из-за травм, но в конечном счёте он вернулся в октагон и продолжил активно выступать: одержал победу «гильотиной» над новичком Пэтом Одинвудом, был нокаутирован Шейном Роллером, победил техническим нокаутом Спенсера Фишера и единогласным решением Сэма Стаута.
В январе 2013 года Тиагу Таварис встретился с непобеждённым россиянином Хабибом Нурмагомедовым. Не смог ничего противопоставить Нурмагомедову, проиграв техническим нокаутом уже в начале первого раунда. Позже оказалось, что по результатам проведённого после боя допинг-теста в пробе бразильца были обнаружены следы анаболического стероида дростанолона — в итоге его отстранили от участия в соревнованиях сроком на девять месяцев. По окончании срока дисквалификации Таварис вернулся в октагон и с помощью удушающего приёма сзади заставил сдаться Джастина Саласа.
Впоследствии решил спуститься в полулёгкую весовую категорию, и это принесло свои плоды, в частности в августе 2014 года ему удалось победить досрочно Робби Перальту, получив при этом награду за лучшее выступление вечера. В соперники бразильцу прочили россиянина Зубайру Тухугова, но в итоге он вышел в клетку против Брайана Ортеги и проиграл техническим нокаутом ближе к концу третьего раунда — их противостояние было признано лучшим боем вечера, и Таварис, таким образом, получил эту награду уже в четвёртый раз. В ноябре 2015 года победил «гильотиной» Клея Гвиду. В июле 2016 года оказался в нокауте во время встречи с корейцем Чхве Ту Хо.

## Статистика в профессиональном ММА
| Боёв 36  | Побед 24 | Поражений 11 |
| -------- | -------- | ------------ |
| Нокаутом | 4        | 8            |
| Сдачей   | 15       | 0            |
| Решением | 5        | 3            |
| Ничьи    | 1        | 1            |

| Результат | Рекорд  | Соперник            | Способ                                    | Турнир                                                    | Дата             | Раунд | Время | Место                        | Примечание                                          |
| --------- | ------- | ------------------- | ----------------------------------------- | --------------------------------------------------------- | ---------------- | ----- | ----- | ---------------------------- | --------------------------------------------------- |
| Поражение | 24-11-1 | Тимур Нагибин       | Нокаутом (удар коленом в корпус)          | RCC 9: Василевский - Андраде                              | 3 мая 2021       | 3     | 0:50  | Екатеринбург, Россия         |                                                     |
| Победа    | 24-10-1 | Жеан Буфа           | Сабмишном (удушение ручным треугольником) | GCF 54 Gladiator Combat Fight 54                          | 6 февраля 2021   | 1     | 1:27  | Парана, Бразилия             |                                                     |
| Победа    | 23-10-1 | Лаерсио Алвеш       | Техническим нокаутом (удары)              | GCF 53 Gladiator Combat Fight 53                          | 24 октября 2020  | 1     | 3:38  | Парана, Бразилия             |                                                     |
| Поражение | 22-10-1 | Рашид Магомедов     | TKO (удары руками)                        | PFL 9                                                     | 13 октября 2018  | 2     | 3:36  | Лонг-Бич, США                | Полуфинал плей-офф PFL в лёгком весе.               |
| Поражение | 22-9-1  | Ислам Мамедов       | Единогласное решение                      | PFL 9                                                     | 13 октября 2018  | 2     | 5:00  | Лонг-Бич, США                | Четвертьфинал плей-офф PFL в лёгком весе.           |
| Победа    | 22-8-1  | Артур Эстразулас    | Раздельное решение                        | PFL 5                                                     | 2 августа 2018   | 3     | 5:00  | Юниондейл, США               |                                                     |
| Поражение | 21-8-1  | Роберт Уолтли       | TKO (удар ногой)                          | PFL 2                                                     | 21 июня 2018     | 2     | 0:35  | Чикаго, США                  |                                                     |
| Победа    | 21-7-1  | Маурисиу Машаду     | TKO (удары руками)                        | Aspera FC 49                                              | 18 февраля 2017  | 1     | 0:46  | Балнеариу-Камбориу, Бразилия |                                                     |
| Поражение | 20-7-1  | Чхве Ту Хо          | KO (удары руками)                         | The Ultimate Fighter: Team Joanna vs. Team Cláudia Finale | 8 июля 2016      | 1     | 2:42  | Лас-Вегас, США               |                                                     |
| Победа    | 20-6-1  | Клей Гвида          | Сдача (гильотина)                         | UFC Fight Night: Belfort vs. Henderson 3                  | 7 ноября 2015    | 1     | 0:39  | Сан-Паулу, Бразилия          | Лучшее выступление вечера.                          |
| Поражение | 19-6-1  | Брайан Ортега       | TKO (удары руками)                        | UFC Fight Night: Boetsch vs. Henderson                    | 6 июня 2015      | 3     | 4:10  | Новый Орлеан, США            | Лучший бой вечера.                                  |
| Победа    | 19-5-1  | Робби Перальта      | Сдача (удушение сзади)                    | UFC Fight Night: Bader vs. St. Preux                      | 16 августа 2014  | 1     | 4:27  | Бангор, США                  | Дебют в полулёгком весе. Лучшее выступление вечера. |
| Победа    | 18-5-1  | Джастин Салас       | Сдача (удушение сзади)                    | UFC Fight Night: Belfort vs. Henderson                    | 9 ноября 2013    | 1     | 2:38  | Гояния, Бразилия             |                                                     |
| Поражение | 17-5-1  | Хабиб Нурмагомедов  | KO (удары)                                | UFC on FX: Belfort vs. Bisping                            | 19 января 2013   | 1     | 1:55  | Сан-Паулу, Бразилия          | Провалил тест на дростанолон.                       |
| Победа    | 17-4-1  | Сэм Стаут           | Единогласное решение                      | UFC 142                                                   | 14 января 2012   | 3     | 5:00  | Рио-де-Жанейро, Бразилия     |                                                     |
| Победа    | 16-4-1  | Спенсер Фишер       | TKO (удары руками)                        | UFC 134                                                   | 27 августа 2011  | 2     | 2:51  | Рио-де-Жанейро, Бразилия     |                                                     |
| Поражение | 15-4-1  | Шейн Роллер         | KO (удары руками)                         | UFC Live: Sanchez vs. Kampmann                            | 3 марта 2011     | 2     | 1:28  | Луисвилл, США                |                                                     |
| Победа    | 15-3-1  | Пэт Одинвуд         | Сдача (гильотина)                         | UFC 119                                                   | 25 сентября 2010 | 1     | 3:47  | Индианаполис, США            |                                                     |
| Ничья     | 14-3-1  | Ник Ленц            | Ничья (большинством)                      | UFC Fight Night: Maynard vs. Diaz                         | 11 января 2010   | 3     | 5:00  | Фэрфакс, США                 | Лишён одного очка за удар в пах.                    |
| Победа    | 14-3    | Манвел Гамбурян     | Единогласное решение                      | UFC 94                                                    | 31 января 2009   | 3     | 5:00  | Лас-Вегас, США               |                                                     |
| Поражение | 13-3    | Курт Пеллегрино     | Единогласное решение                      | UFC 88                                                    | 6 сентября 2008  | 3     | 5:00  | Атланта, США                 | Лучший бой вечера.                                  |
| Поражение | 13-2    | Мэтт Уимен          | KO (удары руками)                         | UFC 85                                                    | 7 июня 2008      | 2     | 1:57  | Лондон, Англия               | Лучший бой вечера.                                  |
| Победа    | 13-1    | Митихиро Омигава    | Единогласное решение                      | UFC Fight Night: Swick vs. Burkman                        | 23 января 2008   | 3     | 5:00  | Лас-Вегас, США               |                                                     |
| Поражение | 12-1    | Тайсон Гриффин      | Единогласное решение                      | UFC 76                                                    | 22 сентября 2007 | 3     | 5:00  | Анахайм, США                 | Лучший бой вечера.                                  |
| Победа    | 12-0    | Джейсон Блэк        | Сдача (треугольник)                       | UFC Fight Night: Stout vs. Fisher                         | 12 июня 2007     | 2     | 2:49  | Холливуд, США                | Лучший приём вечера.                                |
| Победа    | 11-0    | Наоюки Котани       | Единогласное решение                      | UFC Fight Night: Stevenson vs. Guillard                   | 5 апреля 2007    | 3     | 5:00  | Лас-Вегас, США               |                                                     |
| Победа    | 10-0    | Марк Дункан         | Сдача (удушение сзади)                    | It's Showtime 2006 Alkmaar                                | 3 декабря 2006   | 1     | 3:39  | Алкмар, Нидерланды           | Выиграл чемпионат It's Showtime в лёгком весе.      |
| Победа    | 9-0     | Улас Аслан          | TKO (удары руками)                        | 2H2H: Pride & Honor                                       | 12 ноября 2006   | 1     | N/A   | Роттердам, Нидерланды        |                                                     |
| Победа    | 8-0     | Адриану Гонсалвис   | Сдача (треугольник)                       | Sul Fight Championship 1                                  | 16 сентября 2006 | 2     | 4:12  | Балнеариу-Камбориу, Бразилия |                                                     |
| Победа    | 7-0     | Романо де лос Рейес | TKO (удары руками)                        | Rumble Of Amsterdam 3                                     | 21 мая 2006      | 2     | 1:24  | Амстердам, Нидерланды        | Выиграл гран-при Rumble of Amsterdam в лёгком весе. |
| Победа    | 6-0     | Матьё Лавалата      | Сдача (скручивание пятки)                 | Rumble Of Amsterdam 3                                     | 21 мая 2006      | 1     | 0:59  | Амстердам, Нидерланды        |                                                     |
| Победа    | 5-0     | Даниэль Вайхель     | Сдача (гильотина)                         | CWFC: Enter the Wolfslair                                 | 5 марта 2006     | 3     | 4:47  | Ливерпуль, Англия            |                                                     |
| Победа    | 4-0     | Марсиу Сезар        | Сдача (удушение сзади)                    | Storm Samurai 9                                           | 20 ноября 2005   | 2     | N/A   | Куритиба, Бразилия           |                                                     |
| Победа    | 3-0     | Фабиану Адамс       | Сдача (удушение)                          | Extreme Combat                                            | 5 июня 2005      | 1     | 0:55  | Жоинвили, Бразилия           |                                                     |
| Победа    | 2-0     | Жони Жони           | Сдача (треугольник)                       | CO: Muay Thai & Vale Tudo                                 | 2 мая 2004       | 1     | 4:38  | Куритиба, Бразилия           |                                                     |
| Победа    | 1-0     | Джеймс Джонс        | Сдача (треугольник)                       | Reality Fighting 5                                        | 1 ноября 2003    | 2     | 1:18  | Атлантик-Сити, США           |                                                     |